# باندت

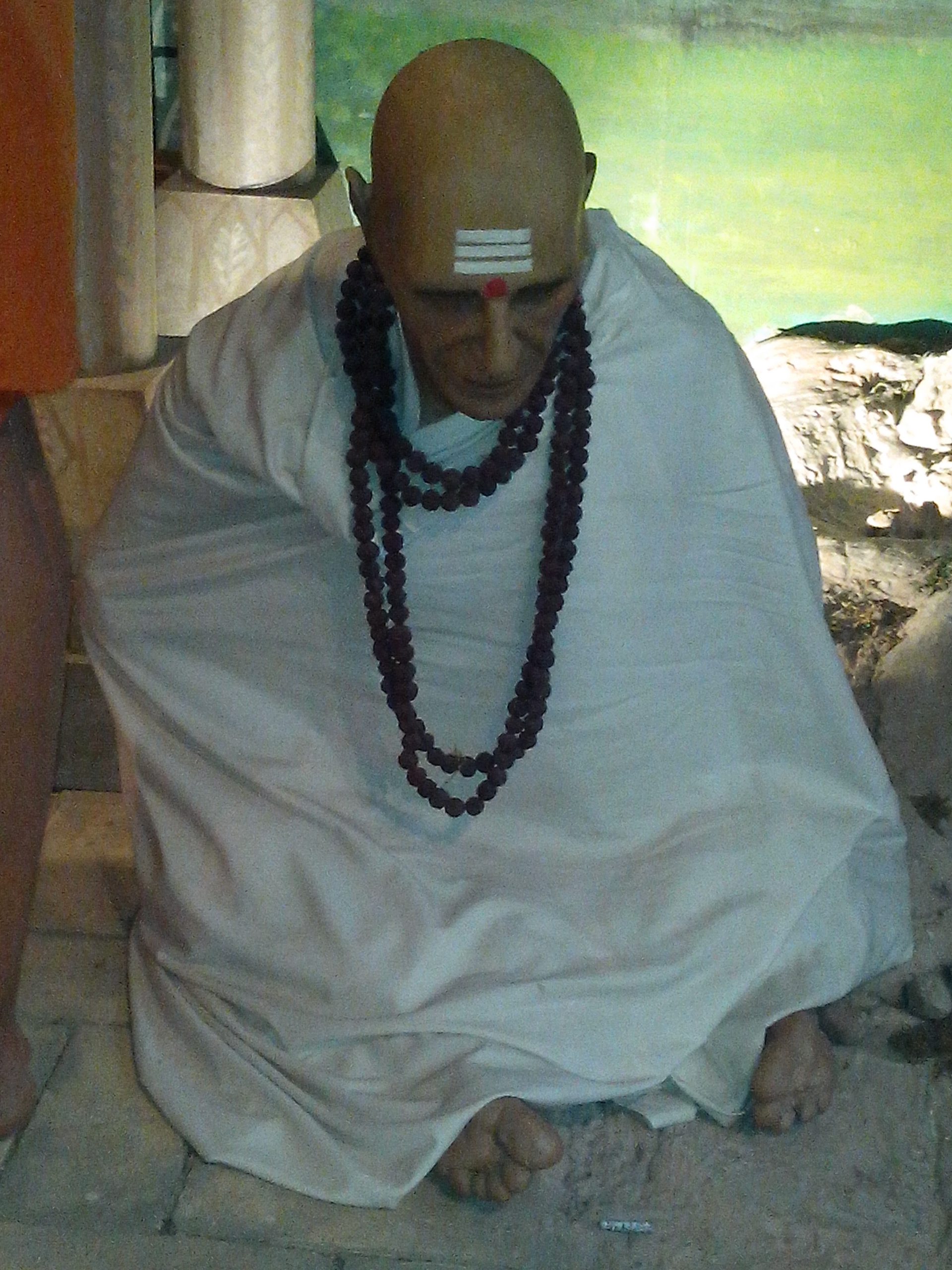

بانديت ((بالسنسكريتية: पण्डित)‏ . هو رجل دين وعالم براهماني  أو معلم في أي مجال من مجالات المعرفة الهندوسية،  ولا سيما الكتب الفيدية أو دارما أو الفلسفة الهندوسية أو الموضوعات العلمانية مثل الموسيقى. قد يكون غورو (معلم) في غوروكول (نظام مدرسي هندوسي).
يقول مونير ويليامز، أن مصطلح بانديت في اللغة السنسكريتية يشير عمومًا إلى أي «رجل حكيم، مثقف أو متعلم» لديه معرفة متخصصة. المصطلح مشتق من باند (पण्ड्) والذي يعني «التجميع أو التكويم أو التراكم»، ويستخدم هذا الجذر بمعنى المعرفة. تم العثور على المصطلح في النصوص الفيدية وما بعد الفيدية، ولكن دون أي سياق اجتماعي. في أدب العهد الاستعماري في الهند، يشير المصطلح عمومًا إلى براهماني متخصص في القانون الهندوسي.